# Victors Football Club
Le Victors Football Club est un club ougandais de football basé à Jinja. Il était basé à Kampala avant 2008.

## Palmarès
- Coupe d'Ouganda (2)
  - Vainqueur : 2008, 2010